# José Jaime González
José Jaime González Pico (Sogamoso, 28 luglio 1968) è un ex ciclista su strada colombiano.
Noto anche col nome di Chepe González, nel 1997 e nel 1999 ha vinto la maglia verde di leader della classifica Gran Premio della Montagna al Giro d'Italia.

## Palmarès
- 1992

5ª tappa Vuelta a Colombia
- 1994

5ª tappa Vuelta a Colombia
6ª tappa Vuelta a Colombia
8ª tappa Vuelta a Colombia
Classifica generale Vuelta a Colombia
- 1995

5ª tappa Clásico RCN
2ª tappa Vuelta a Colombia
11ª tappa Vuelta a Colombia
Classifica generale Vuelta a Colombia
2ª tappa Glacial de Montana
3ª tappa Glacial de Montana
- 1996

11ª tappa Tour de France
8ª tappa Clásico RCN
- 1997

20ª tappa Giro d'Italia (Passo del Tonale)
- 1999

5ª tappa Giro d'Italia (Monte Sirino)

### Altri successi
- 1997

Classifica scalatori Giro d'Italia
- 1999

Classifica scalatori Giro d'Italia

## Piazzamenti

### Grandi giri
- Giro d'Italia

1997: 15º
1998: 12º
1999: 23º
2000: 31º
2001: ritirato
- Tour de France

1996: 96º
1997: ritirato
- Vuelta a España

1998: ritirato

### Competizioni mondiali
- Campionati del mondo

Benidorm 1992 - In linea: 37º
Agrigento 1994 - In linea: ritirato
Duitama 1995 - In linea: 15º